# 厨病激発ボーイ
「厨病激発ボーイ」（ちゅうびょうげきはつボーイ）は、日本のボカロP・れるりり制作のVOCALOID楽曲。同時発売のコンピレーション・アルバム『Download feat.初音ミク』・『Upload feat.Vocalist』書き下ろしとして、2014年12月10日に発表され、ボーカルシンセサイザー・鏡音レン、歌い手・りぶが歌唱した。

## 概要
2014年に同時発売されたコンピレーションアルバム『Download feat.初音ミク』、『Upload feat.Vocalist』に書き下ろされた。2015年、れるりり2枚目のアルバムに収録された。
2016年から角川ビーンズ文庫で小説化され、2019年10月から12月までテレビアニメが放送された。2019年3月時点で関連書籍のシリーズ累計発行部数は40万部を突破している。

### 収録アルバム
- 『Download feat.初音ミク』 (歌 - 鏡音レン）2014年12月10日発売　WPCL-12002
- 『Upload feat.Vocalist』(歌 - りぶ） 2014年12月10日発売　VICL-64258
- 『厨病激発ボーイ』2015年12月16日発売　ZMCL-1041

## 小説

### 登場人物
声はテレビアニメ版 / サウンドドラマ版における声優。一つだけのものはテレビアニメ版の声優。
聖瑞姫（ひじり みずき）
声 - 赤﨑千夏 / 高橋李依
ピンク。本作の主人公。皆神高校へ転校してきたごく普通の女子高生。平穏な高校生活を送る事を望んでいるが、大和たち「ヒーロー部」の面々の突拍子のない行動に振り回される。しかし、ヒーロー部の活動に自ら参加する、ヒーロー部が廃部に追い込まれないように奮闘するなど、ヒーロー部やメンバーたちを大切に思っていくようになる。
野田大和（のだ やまと）
声 - 山下大輝 / 生田鷹司
レッド。戦隊ものオタクの厨二病。常に体操着とツバを上にした紅白帽を普段着として着用している。ポジティブで、どんな事でも立ち向かう熱血感。
運動能力が高く、ヒーローになるべく日々修行中。その運動力の高さから助っ人として他の運動部から信頼されている。
高嶋智樹（たかしま ともき）
声 - 仲村宗悟 / 三好晃祐
イエロー。2次元の女性キャラしか愛せない残念なイケメン。スマホゲーム「アイライブ！」が生活の中心で、そのゲームに登場する空良ちゃんを、自身の「嫁」としてこよなく愛する。それが絡まければ顔が広く、ノリのいい男子高校生。
中村和博（なかむら かずひろ）
声 - 株元英彰 / 浜田洋平
ブラック。ステレオタイプな重度の厨二病。右腕に暗黒神を宿す「竜翔院凍牙(りゅうしょういん　とうが)」という真名を持っているという設定。学年1位の秀才な反面、運動神経は皆無。
九十九零（つくも れい）
声 - 榎木淳弥 / 河西健吾
パープル。裏で意味深な言動を取っているように振る舞う黒幕気取り。ただ、ヒーロー部の中では比較的常識人。
怖がりでお化けの類が苦手であり、女子である瑞姫の後ろに隠れるほど。
瑞姫のことを意識している節があり、文化祭では一緒に回ろうと誘ったり、後夜祭のキャンプファイヤーでダンスに誘ったりしているが、真剣には取り合って貰えなかった。
姉妹弟沢山いる大所帯(姉が3人､妹が2人､弟が1人)で特に姉3人には自分でも逆らえない。また、二葉とは従兄弟にあたり、何かと張り合うライバルのような仲。ツンデレ。
厨二葉（みくりや ふたば）
声 - 安田陸矢
グリーン。瑞姫の後に転校してきた帰国子女。零とは従兄弟にあたる。帰国子女なので、ネイティブな英語を織り交ぜて話す。
転校してから直ぐにクラスの人気者になり、瑞姫からも「顔が良い」と言わしめる程。
常にクールに振る舞っているが、実はオタクで、自分のことを愛してやまないナルシストな性格。元々は周囲にバレないように本性を隠していたが、文化祭での出来事をきっかけに少しずつ素を出し始め、ヒーロー部の面々との仲が深まる一方、女子からは少し引かれ気味だった。
また、音痴だが歌い手として動画配信を行なっており、そちらでも人気が高い。
渡瀬菜々子（わたせ ななこ）
声 - 千本木彩花 
クラス委員。転校してきた瑞姫に話しかけた、瑞姫の転校先の初めての友人。
関谷拓海（せきや たくみ）
声 - 八代拓
3年生。自身が告白した菜々子の返事を待つあまり、彼女の事をつけ回すストーカーになった。そのため菜々子と話していた瑞姫の事を恨んで嫌がらせを行うも、菜々子の彼女として同行する和博の厨二病の言動に敗北、その後は和博に対抗心を燃やし、何かにつけて目の敵にする。
空良ちゃん
声 - 片平美那
スマホゲーム「アイライブ！」に登場するキャラクター。智樹の最愛の「嫁」。
おっさん
声 - 津田健次郎
遊園地のスタッフのおっさん。皆神高校合宿所の管理人でもある。本名不明。空良ちゃんの着ぐるみの中の人を勤めており、空良ちゃんそのままなキレキレな動きで、空良ちゃん推しの智樹から「師匠」と言い慕われている。
ファウスト
声 - 石田彰
和博のペットの青いセキセイインコ。和博が発する厨二病な台詞の数々を覚え、それをよく口にしているが、飼い主の和博にあんまり懐いていない様子。

### 書誌情報
角川ビーンズ文庫より刊行。原作はれるりり、著者は藤並みなと、イラストは「厨病激発ボーイ」1 - 5および「青春症候群」1は穂嶋、「青春症候群」2 - 4はMW・こじみるく、5および「プライド超新星」は大神アキラ・こじみるくが担当。第1巻に初回特典として、スマホ用アプリ「ウルトラ！プレイヤー」にてサウンドドラマが聞けるダウンロードコード付帯が付属。
1. 『厨病激発ボーイ』2016年1月1日発売、ISBN 978-4-04-103608-2
2. 『厨病激発ボーイ 2』2016年5月1日発売、ISBN 978-4-04-103607-5
3. 『厨病激発ボーイ 3』2016年10月1日発売、ISBN 978-4-04-104565-7
4. 『厨病激発ボーイ 4』2017年3月1日発売、ISBN 978-4-04-104566-4
5. 『厨病激発ボーイ 5』2017年8月1日発売、ISBN 978-4-04-105624-0
6. 『厨病激発ボーイ 青春症候群』2018年1月1日発売、ISBN 978-4-04-105625-7
7. 『厨病激発ボーイ 青春症候群 2』2018年6月1日発売、ISBN 978-4-04-106823-6
8. 『厨病激発ボーイ 青春症候群 3』2018年10月1日発売、ISBN 978-4-04-106824-3
9. 『厨病激発ボーイ 青春症候群 4』2019年4月1日発売、ISBN 978-4-04-107983-6
10. 『厨病激発ボーイ 青春症候群 5』2019年10月1日発売、ISBN 978-4-04-107984-3
11. 『厨病激発ボーイ プライド超新星』2020年8月1日発売、ISBN 978-4-04-109554-6
12. 『厨病激発ボーイ プライド超新星2』2021年1月29日発売、ISBN 978-4-04-109993-3
13. 『厨病激発ボーイ プライド超新星3』2021年10月1日発売、ISBN 978-4-04-111224-3

アニメ版ノベライズが角川つばさ文庫より刊行。原作は厨病激発ボーイ製作委員会、著者は石倉リサ、イラストは大神アキラ。
- 『アニメ 厨病激発ボーイ めざせ、学校のヒーロー!』2019年11月15日発売、ISBN 978-4-04-631951-7

## 漫画
- 原作：れるりり・藤並みなと、作画：葉月めぐみ『厨病激発ボーイ』 集英社〈りぼんマスコットコミックス〉、全2巻
  1. 『厨病激発ボーイ』2017年2月24日発売、ISBN 978-4-08-867450-6
  2. 『厨病激発ボーイNEO』2019年10月25日発売、ISBN 978-4-08-867569-5

- 原案：れるりり、原作：藤並みなと、漫画：志藤ミネ、協力：厨病激発ボーイ製作委員会『厨病激発ボーイ』KADOKAWA〈MFC ジーンピクシブシリーズ〉、全2巻
  1. 『厨病激発ボーイ ヒーロー部活動記録 1』2019年11月27日発売、ISBN 978-4-04-064142-3
  2. 『厨病激発ボーイ ヒーロー部活動記録 2』2020年5月27日発売、ISBN 978-4-04-064626-8

## 舞台
2017年6月8日から18日まで、CBGKシブゲキ!!で上演された。脚本・演出をほさかようが担当。
キャストを一新し、川尻恵太（SUGARBOY）による脚本・演出の新作舞台化「厨病激発ボーイ～REBORN～」が2021年5月に予定されていたが、新型コロナウイルス感染拡大による緊急事態宣言を鑑みて全公演中止となった。

### キャスト
- 野田大和 - 大平峻也[12]
- 高嶋智樹 - 金井成大[12]
- 中村和博 - 有澤樟太郎[12]
- 九十九零 - 野尻大介[12]
- 聖瑞姫 - 田上真里奈[12]
- 一ノ瀬 - 月岡弘一[12]
- 神主/校長 - 原川浩明[12]
- 冷泉寺 - 大内厚雄[12]
- クラスメイト - 外村泰誠、市川耕大、林優奈、市川千紘[12]

## テレビアニメ
2019年10月から12月までTOKYO MXほかにて放送された。

### スタッフ
- 原案 - れるりり（Kitty creators）[13]
- 原作 - 藤並みなと「厨病激発ボーイ」（角川ビーンズ文庫 / KADOKAWA）[13]
- 監督 - 市川量也[13]
- シリーズ構成 - 後藤みどり[13]
- キャラクターデザイン・総作画監督 - 松浦有紗[13]
- 美術監督・美術設定 - 秋葉みのる
- 色彩設計 - 桂木今里
- 撮影監督 - 越山麻彦
- 編集 - 小池祐樹
- 音響監督 - 本山哲[13]
- 音響制作 - Ai Addiction[13]
- 音楽 - TECHNOBOYS PULCRAFT GREEN-FUND、TEAM WHIM[13]
- 音楽制作 - ランティス[13]
- 音楽プロデューサー - 吉江輝成
- プロデューサー - 小倉理絵、白浜冬花、中東豊和、尾形光広、木村学
- アニメーションプロデューサー - 浦崎宣光、齋藤隆行
- アニメーション制作 - スタジオディーン[13]
- 製作 - 厨病激発ボーイ製作委員会[13]

### 主題歌
オープニングテーマ「厨病激発ボーイ」
作詞・作曲 - れるりり / 編曲 - AstroNoteS / 歌 - 皆神高校ヒーロー部［野田大和（山下大輝）、高嶋智樹（仲村宗悟）、中村和博（株元英彰）、九十九零（榎木淳弥）、厨二葉（安田陸矢）］
エンディングテーマ「Here comes The SUN」
作詞・作曲 - ChouCho / 編曲 - 村山☆潤 / 歌 - 仲村宗悟

### 各話リスト
| 話数   | サブタイトル                           | 脚本       | 絵コンテ              | 演出                | 作画監督                                                                               |
| ------ | -------------------------------------- | ---------- | --------------------- | ------------------- | -------------------------------------------------------------------------------------- |
| 第1話  | そうさ 俺は目覚めてしまった            | 後藤みどり | 松浦有紗              | 久保太郎            | 村長由紀 笠原彰 和田伸一 中島美子 吉田和香子                                           |
| 第2話  | 天使か悪魔の生まれ変わりか             | 後藤みどり | 関絵理奈              | 渡辺正彦            | 山村俊了 宗廣智行 柄谷綾子 小野可奈子 北村晋哉                                         |
| 第3話  | 子供じゃないし大人でもない             | 山田花名   | 海江田美幸            | 吉田俊司            | 村長由紀 山村俊了 小島絵美 河村涼子 中井恵巳 宇都木勇 青木真理子                       |
| 第4話  | こじらせちゃってパンパカパッパッパーン | 後藤みどり | 中西明日香            | 渡辺正彦            | 木下由美子 高橋こう平 はっとりますみ 永田有香 吉田藍                                   |
| 第5話  | 強大なチカラ 持ってしまった            | 山田花名   | 清水朱音              | サトウ光敏          | たかはしなぎさ                                                                         |
| 第6話  | チラチラ視線感じてる                   | 後藤みどり | 海江田美幸            | 村田尚樹            | 小島絵美 村長由紀 笠原彰 和田伸一 田中綾子 中島美子 河村涼子 森田莉奈 舘崎大           |
| 第7話  | イケメンじゃないしone night love       | 後藤みどり | 関絵理奈              | 吉田俊司            | 山村俊了 森本浩文 吉田藍 飯飼一幸                                                      |
| 第8話  | 理想と現実の狭間で揺れてる             | 大場小ゆり | 清水朱音              | 渡辺正彦            | 小島絵美 森本浩文 木村友美 上西麻耶 中山智代 柄谷綾子 浅井昭人 笠原彰 小暮梨奈         |
| 第9話  | おかけになった電話は                   | 大場小ゆり | 海江田美幸            | 村田尚樹            | 村長由紀 山村俊了 小島絵美 宮口久美 森本浩文 永田詩央里 宇津木勇                       |
| 第10話 | 孤独と屁理屈の闇に紛れて               | 後藤みどり | 矢島加奈子 中西明日香 | 渡辺正彦            | 迫江沙羅 嘉陽さやか 吉田藍 永田有香 片岡恵美子 飯飼一幸 高橋こう平                     |
| 第11話 | 放て俺のサーチライト！                 | 後藤みどり | 松浦有紗              | サトウ光敏 安東大瑛 | 小島絵美 森本浩文 宗廣智行 村長由紀 たかはしなぎさ 浅井昭人 田中綾子 飯飼一幸 山村俊了 |

### 放送局
| 放送期間                 | 放送時間                     | 放送局     | 対象地域 | 備考                      |
| ------------------------ | ---------------------------- | ---------- | -------- | ------------------------- |
| 2019年10月4日 - 12月13日 | 金曜 22:30 - 23:00           | TOKYO MX   | 東京都   |                           |
|                          | 金曜 23:00 - 23:30           | BS11       | 日本全域 | BS放送 / 『ANIME+』枠     |
| 2019年10月5日 - 12月14日 | 土曜 0:30 - 1:00（金曜深夜） | KBS京都    | 京都府   |                           |
|                          |                              | サンテレビ | 兵庫県   |                           |
|                          | 土曜 3:05 - 3:35（金曜深夜） | テレビ愛知 | 愛知県   |                           |
| 2019年10月9日 - 12月18日 | 水曜 23:30 - 木曜 0:00       | AT-X       | 日本全域 | CS放送 / リピート放送あり |

| 配信期間                  | 配信時間        | 配信サイト |
| ------------------------- | --------------- | --- |
| 2019年10月4日 - 12月13日  | 金曜 22:00 更新 | ひかりTV |
| 2019年10月7日 - 12月16日  | 月曜 22:30 更新 | dTV |
| 2019年10月11日 - 12月20日 | 金曜 23:30 更新 | ニコニコ動画 AbemaTV dアニメストア GYAO! FOD バンダイチャンネル hulu J:COMオンデマンド ビデオパス アニメ放題 U-NEXT Amazonビデオ Rakuten TV DMM.com ビデオマーケット HAPPY!動画 ムービーフルplus |

### BD / DVD
| 巻 | 発売日         | 収録話          | 規格品番  | 規格品番   |
| 巻 | 発売日         | 収録話          | BD        | DVD        |
| -- | -------------- | --------------- | --------- | ---------- |
| 1  | 2019年12月25日 | 第1話 - 第3話   | KAXA-7831 | KABA-10791 |
| 2  | 2020年1月24日  | 第4話 - 第6話   | KAXA-7832 | KABA-10792 |
| 3  | 2020年2月26日  | 第7話 - 第9話   | KAXA-7833 | KABA-10793 |
| 4  | 2020年3月25日  | 第10話 - 第12話 | KAXA-7834 | KABA-10794 |

### WEBラジオ
2019年9月13日から12月28日にかけて『厨病激発ラジオ』が音泉にて隔週土曜に配信された。全8回。
パーソナリティ
山下大輝（野田大和 役）、株元英彰（中村和博 役）
ゲスト
第2回：榎木淳弥（九十九零 役）
第3回：仲村宗悟（高嶋智樹 役）
第4回・第8回：赤﨑千夏（聖瑞姫 役）
第7回：安田陸矢（厨二葉 役）

## 学習ドリル
- 原作：れるりり・藤並みなと、監修：竹内健（スタディサプリ講師）、KADOKAWA刊
  - 『「厨病激発ボーイ」で中学3年間の英語が10時間で身につくドリル』、2017年11月13日発売、ISBN 978-4-04-602082-6
- 原作：れるりり・藤並みなと、監修：大吉巧馬（東進衛星予備校講師）、KADOKAWA刊
  - 『「厨病激発ボーイ」で中学3年間の数学が10時間で身につくドリル』、2017年11月13日発売、ISBN 978-4-04-602084-0